# Cappella di Santa Maria della Neve a Montagliari

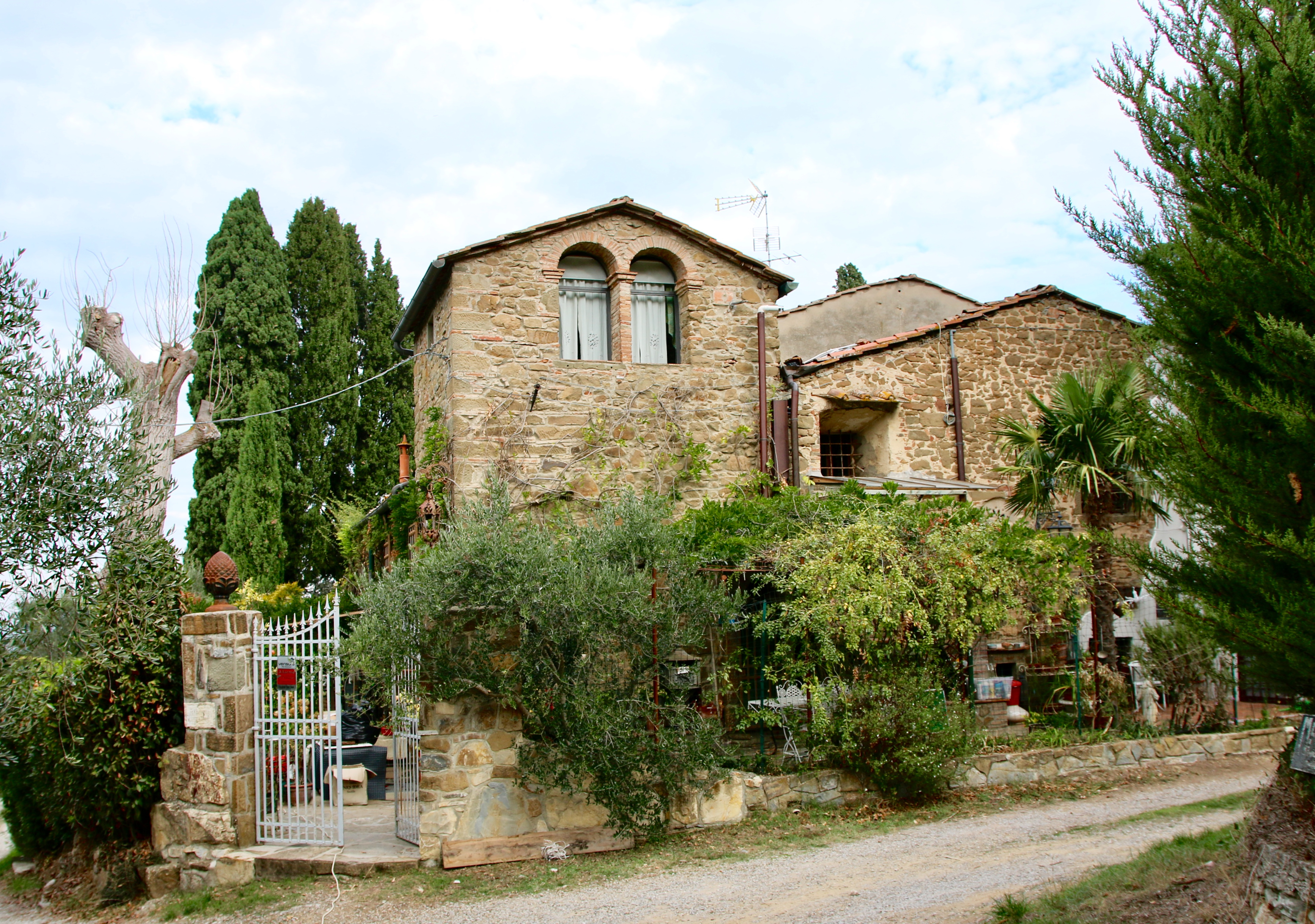

La cappella di Santa Maria della Neve si trova a Montagliari, una frazione di Greve in Chianti, in provincia di Firenze.

## Storia
Posta su di una altura che domina la vallata, era all'interno del Castello di Montagliari dei Gherardini, allora feudatari nel Chianti e Val d'Elsa. La cappella, dedicata al culto della Madonna della Neve è forse stata oggetto di un celebre schizzo di Leonardo da Vinci conservato alla Galleria degli Uffizi di Firenze.
Dopo secoli venne nuovamente eretta nel 1642 sempre dai Gherardini di Montagliari in ricordo del loro antico Castello distrutto dai fiorentini nell'estate del 1302 e a perenne ricordo vi posero una lapide. La costruzione doveva essere già conclusa nel 1659, quando in facciata venne affissa un'altra lapide in pietra con inciso un bando degli Otto di Balia. 
In quegli stessi anni, la famiglia Gherardini ristrutturava anche la Chiesa di Santa Maria delle Neve di Verona commissionando ad Alessandro Turchi sei pale a carattere religioso. La cappella a Montagliari oggi è di proprietà privata.

## Descrizione
Presenta il tipico impianto di epoca barocca ad unica navata con copertura con capriate a vista e transetto sporgente, costituito da due cappelle aperta da archi senza arredo e portico esterno. Il portico avvolge tutta la facciata e prosegue lungo i fianchi fino a raccordarsi con i bracci del transetto ed è costituito da archi a sesto ribassato sorretti da pilastri in pietra serena. Nella parte superiore della facciata vi sono due finestre rettangolari mentre nella parte inferiore è aperta solo da una finestrella rettangolare posta sulla destra del portale; sotto a questa finestrella vi è una buca per le elemosine. Il portale è sovrastato da una nicchia contenente un affresco dei XVII secolo.
All'interno gli altari sono decorati da tele seicentesche, fra cui una "Madonna col Bambino e San Francesco di artista prossimo al Curradi, e una Sacra famiglia con San Giovanni e Sant'Elisabetta, di un pittore fiorentino della metà del secolo. La parete di fondo e la cappella del coro sono arricchite da decorazioni in pietra serena. Notevole è l'arcone di accesso a quest'ultimo che in chiave sfiora il culmine del tetto e si appoggia ad un sistema capitello-dado-pulvino, scorniciato e appoggiato su pilastri. Il coro è di forma rettangolare. Sulla controfacciata è presente una bella cantoria in legno intagliato.